# Der total verrückte Elterntausch
Der total verrückte Elterntausch (Originaltitel: The Parent Agency) ist ein Kinderbuch aus dem Jahr 2015 von David Baddiel. Die Bilder wurden von Jim Field gezeichnet. Auf Deutsch erschien das Buch 2016 im cbt Verlag.

## Handlung
Barry Bennet ist ein neunjähriger Junge, der mit seinem Leben total unzufrieden ist. Seine Eltern sind langweilig und verdienen nicht sehr viel; sie scheinen seine Zwillingsschwestern Ginny und Kay lieberzuhaben als ihn und haben ihn außerdem "Barry" genannt, was er für einen ziemlich altmodischen Namen hält. Als sein zehnter Geburtstag bevorsteht, hofft er, ähnlich wie seine besten Freunde Jake, Teejay und Lukas eine tolle Party zu bekommen. Doch was sein Vater George sich vorgestellt hat, nämlich mit einem Filmprojektor eine DVD abzuspielen, ist bei weitem nicht das, was Barry sich vorgestellt hat. Als es außerdem noch eine falsche DVD ist, weil diese "billiger" war, reicht es Barry und er schreit seine Eltern an, er würde sie hassen und wünschte, sie wären nicht seine Eltern. Damit stürmt er in sein Zimmer. Als er sich im Bett mehrmals sagt: "Ich wünsche mir bessere Eltern.", gelangt er auf mysteriöse Weise in die Stadt "Jungdon", in der Kinder sich ihre Eltern in der Elternagentur aussuchen können. Dies kommt Barry sehr gelegen. Die Eltern wählt er anhand einer Liste aus, auf der er sich Punkte notiert hat, die ihn an seinen echten Eltern stören.
Zuerst wählt er sich "reiche Eltern" aus und wird dem Lord-Paar Scheffel-Raibach zugeteilt. Diese haben jedoch bereits acht Kinder, die Barry überhaupt nicht leiden können und wollen sogar, dass er mit ihnen auf die Jagd geht, um Rebhühner zu schießen.
Als nächstes nimmt er "berühmte Eltern" und landet bei Vlassorina, einem Promi-Ehepaar, die ihm zwar ein Leben in Luxus bieten, ihn aber offenbar nur zu Werbezwecken benötigen.
Danach versucht er es mit "Eltern, die niemals müde werden" und kommt zu den Zischs!, bei denen er schon etwas mehr Spaß hat, da er sehr gerne Sport treibt. Doch dann wird deren Sportbegeisterung selbst ihm zuviel.
Nun wünscht Barry sich "Eltern, die ihn alles tun lassen, was er will". Diese findet er in Elliot und Mama Cool, die in einem Zelt wohnen und sich nicht um Regeln kümmern. Durch diese Lebenseinstellung treibt er die beiden aber so in den Wahnsinn, dass es diesmal die Eltern sind, die ihn wieder in die Eltern-Agentur zurückschicken.
Diesmal will Barry "Eltern, die ihn am liebsten haben". Zu diesem Zweck wählt er Malcom und Majorie Munter, die Eltern der beiden Sekretärinnen, die sich bisher um seine Wünsche gekümmert haben. Nun scheint es auch so zu kommen, wie er möchte, da er nun alle Aufmerksamkeit erhält sowie Fastfood und Videospiele, was ihm seine richtigen Eltern niemals erlaubt hätten. Schließlich stellt er aber fest, dass es nicht gut ist, wenn die Geschwister von den Eltern ignoriert werden und geht wieder zu Eltern-Agentur zurück.
Als der Chef der Eltern-Agentur zu ihm sagt, dass er unbedingt eine Entscheidung treffen müsste, weil in ein paar Stunden sein zehnter Geburtstag wäre, kommen alle Elternkandidaten ins Büro gelaufen und zerren an Barry herum. Dieser fällt zu Boden und ihm wird schwarz vor Augen.
Als er wieder zu sich kommt, liegt er in einem Bett und seine Eltern und Freunde sind bei ihm. Ein Arzt erklärt ihm, dass er nach dem Streit mit seinem Vater auf dem Weg zur Treppe ausgerutscht und auf dem Kopf gelandet ist und nun fünf Tage im Koma lag. Seine Eltern erzählen ihm außerdem mit Freudentränen in den Augen, dass sie die Party, die er sich gewünscht hat, hier im Krankenhaus feiern können. Barry erkennt nun, dass seine richtigen Eltern perfekt sind und schließt nun Frieden mit ihnen und auch mit seinem Leben.

## Moral
In dem Buch wird gezeigt, wie Barry erkennt, sein Leben besser zu schätzen. Er erkennt sowohl, dass reiche und berühmte Eltern nicht unbedingt auch gute Eltern sein müssen. Noch dazu lernt er auch, dass Regeln dazu da sind, um ihm das Leben zu erleichtern und seine Sicherheit zu gewährleisten. Auch lernt er, dass Eltern all ihre Kinder lieben und versuchen, jedem einzelnen von ihnen Zeit zu widmen.

## Versteckte Hinweise
Während seines Komatraumes trifft Barry viele Leute seines Umfeldes etwas verändert wieder. So sind seine Freunde Teejay und Lukas Angestellte in der Eltern-Agentur. Jake ist der Leiter und seine Zwillingsschwestern dessen Sekretärinnen. Auch ist bei jeder Party, die ein von ihm gewählter Elternteil veranstaltet, ein Mann dabei, bei dem es sich um den Arzt zu handeln scheint, der ihn im Krankenhaus behandelt. Bei jeder Party sieht er außerdem aus der Ferne einen Mann und eine Frau, kann sie aber nie erkennen (beim ersten Auftritt halten sie den Kopf gesenkt), merkt aber, dass sie es gut mit ihm meinen. Erst gegen Ende versteht er, dass es seine richtigen Eltern sind und er sich insgeheim nach ihnen sehnt.

## James Bond
In diesem Buch gibt es viele Anspielungen auf James Bond, da Barry ein großer Fan von ihm ist. So ist die DVD, die Barry von seinem Vater als Geburtstagsgeschenk erhielt, die James-Bond-Parodie Casino Royale mit David Niven, was Barry sehr wütend macht, da er sich den Originalfilm gewünscht hätte. In Barrys Zimmer hängt ein Poster von Daniel Craig als James Bond. Die ersten zwei Partys, die von Barrys möglichen Eltern veranstaltet werden, sind im Stil von James Bond präsentiert, werden aber etwas falsch dargestellt (so wird ein gerührter, nicht geschüttelter Cocktail serviert), da James Bond in dieser Welt nicht bekannt ist. Als Barry wieder aus dem Koma erwacht, sind all seine Freunde und seine Familie als Bond-Figuren verkleidet: sein Vater George als Q, seine Mutter Susan als Miss Moneypenny, seine Schwestern als die zwei homosexuellen Ganoven aus Diamantenfieber, sein Freund Jake als der blonde Bösewicht aus Skyfall, sein Freund Lukas als der Beißer und sein Freund Teejay als Oddjob aus Goldfinger. Entsprechend Barrys Wunsch fährt sein Vater ihn am Ende in einem gemieteten Aston Martin herum.

## Anspielung
- Das Promi-Ehepaar Vlassorina ist eine Anspielung auf Brangelina.

## Auszeichnung
- The Parent Agency wurde 2016 mit dem Laugh Out Loud Award in der Kategorie für 9- bis 13-Jährige ausgezeichnet.[1]

## Ausgaben
- dt.: Der total verrückte Elterntausch, mit Illustrationen von Jim Field; dt. von Violeta Topalova. cbt Verlag, München 2016, ISBN 978-3-570-16394-8